# オオメダイチドリ

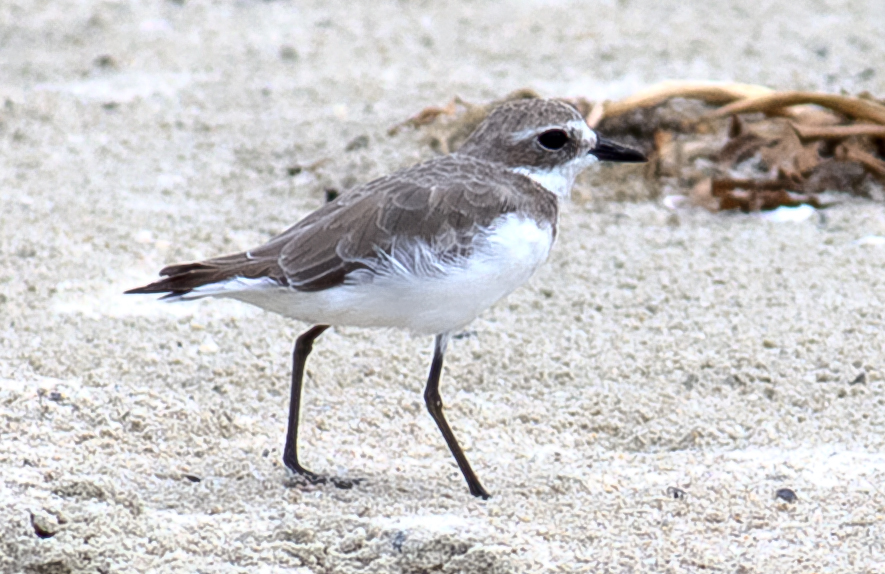
Charadrius leschenaultii

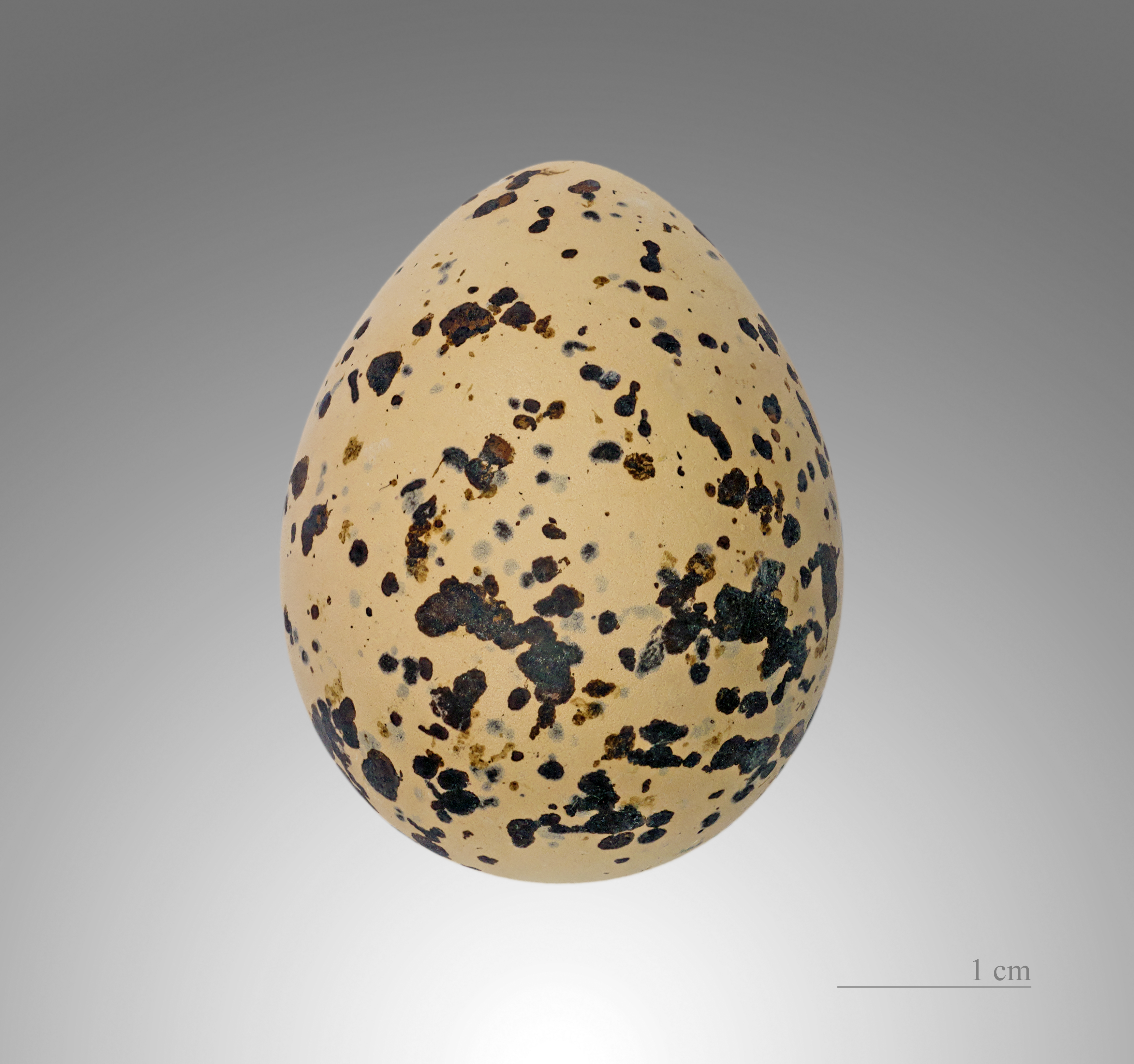
Charadrius leschenaultii

オオメダイチドリ（大目大千鳥、学名：Charadrius leschenaultii）は、チドリ目チドリ科に分類される鳥類の一種である。

## 分布
トルコから中央アジアにかけての地帯で繁殖し、冬期はアフリカ東部、インド、東南アジア、オーストラリア、ニュージーランドに渡りをおこない越冬する。
日本へは旅鳥として渡来する。北日本や日本海側での記録は少ない。南西諸島では比較的多く渡来し、少数は越冬する。

## 形態
全長約24cm。メダイチドリと似ているが一回り大きく、嘴と足が長い。成鳥夏羽では前頭部から後頭、頸、胸にかけてが橙色で、喉と体の下面は白色である。メダイチドリのような喉の白部分を囲む黒線は無い。冬羽は、橙色の部分が褐色味をおびてくる。雌雄同色である。

## 生態
日本では、海岸や河口に近い干潟、砂浜に生息する。南西諸島以外では1羽でいることが多い。
カニを好んで食べる。このため、メダイチドリと比べると干潟への依存度が高い。